# Pontenova (Ames)
Pontenova (en gallego y oficialmente, A Ponte Nova) es una aldea española situada en la parroquia de Agrón, del municipio de Ames, en la provincia de La Coruña, Galicia.

## Demografía
| Gráfica de evolución demográfica de Pontenova entre 2000 y 2018 |
|                                                                 |
| Datos según el nomenclátor publicado por el INE.                |